# Basili de Cilícia
Basili de Cilícia (en llatí Basilius, en grec antic Βασίλιος) fou bisbe de Irenòpolis a Cilícia.
Va viure en temps de l'emperador Anastasi I Dicor (491-518). Era prevere d'Antioquia vers el 497. Va escriure una Història eclesiàstica des de Marcià fins a Justí I el traci, de la que Foci en fa un breu resum. També una obra breu contra Joan d'Escitòpolis, mencionada per Foci i una altra contra Arquelau, bisbe de Colònia, a Armènia, segons Suides. Sembla que va afavorir els nestorianisme.